# Periegops suterii
Espèce
Synonymes
- Segestria suterii Urquhart, 1892
- Periegops hirsutus Simon, 1893

Periegops suterii est une espèce d'araignées aranéomorphes de la famille des Periegopidae.

## Distribution
Cette espèce est endémique de Nouvelle-Zélande. Elle se rencontre dans la péninsule de Banks.

## Description
La carapace de la femelle holotype mesure 4 mm de long sur 2,2 mm et l'abdomen 4,2 mm de long sur 2,8 mm.
Le mâle décrit par Vink, Dupérré et Malumbres-Olarte en 2013 mesure 6,13 mm et la femelle 7,92 mm.

## Systématique et taxinomie
Cette espèce a été décrite sous le protonyme Segestria suterii par Urquhart en 1892. Elle est placée dans le genre Periegops par Bryant en 1935.
Periegops hirsutus a été placée en synonymie par Chamberlain en 1946.

## Étymologie
Cette espèce est nommée en l'honneur de Henry Suter.

## Publication originale
- Urquhart, 1892 : « Descriptions of new species of Araneidae. » Transactions and proceedings of the New Zealand Institute, vol. 24, p. 230-253 (texte intégral).